# Когалук
Когалук (на английски: Kogaluc River; на френски: Rivière Kogaluc) е река в източната част на Канада, северната част на провинция Квебек, вливаща се в североизточната част на Хъдсъновия залив. Дължината ѝ от 304 км ѝ отрежда 117-о място сред реките на Канада.
Река Когалук извира на 222 м н.в., на около 38 км югозападно от езерото Пейн, разположено в южната част на полуостров Унгава (северната част на полуостров Лабрадор. Тече в северозападна посока, като преминава през десетки малки проточни езера, бързеи и прагове. Влива се в североизточната част на Хъдсъновия залив.
Площта на водосборния басейн на Когалук е 11 600 km2, като на север граничи с водосборния басейн на река Пувирнитук, а на юг — с водосборния басейн на река Инуксуак и двете вливащи се в Хъдсъновия залив. На североизток граничи с водосборния басейн на река Арно, вливаща се в залива Унгава.
Многогодишният среден дебит в устието на Когалук е 180 m3/s, като максимумът е през юни и юли, а минимумът е през февруари-март. Снежно-дъждовно подхранване. От ноември до края на април-началото на май реката замръзва.